# Austrolebias nonoiuliensis
Austrolebias nonoiuliensis es un pez de la familia de los rivulinos en el orden de los ciprinodontiformes.

## Distribución geográfica
Es endémico del centro-este de la Argentina, en la ecorregión de agua dulce drenajes bonaerenses.